# Rudie Alihusain
Rudie M.J. Alihusain is een Surinaams oud-diplomaat, publicist en schrijver.

## Biografie
Alihusain werkte sinds de jaren 1980 als eerste ambassadesecretaris en ambassaderaad voor Suriname op verschillende ambassades, waaronder in Brussel voor de Europese Economische Gemeenschap en sinds circa 2000 in Washington D.C. voor de Verenigde Staten en internationale organisaties als de OAS. Hij is gehuwd met oud-ambassadrice en politiek leider van DA'91 Angelic del Castilho.
Hij is schrijver van verschillende werken over Surinaamse buitenlandse politiek en diplomatie, waaronder Een glimp van de Surinaamse buitenlandse politiek dat in 2016 door de Anton de Kom Universiteit van Suriname werd uitgegeven. Sindsdien werkt hij aan een boek dat het veranderende profiel van volksvertegenwoordigers 1949-2015 tot onderwerp heeft. Daarnaast publiceert hij in de media over deze onderwerpen.